# Ludwig Reiter Schuhmanufaktur
Die Ludwig Reiter Schuhmanufaktur GmbH ist ein Schuherzeugungsunternehmen in Wien, 1885 gegründet von dem aus St. Joachimsthal nach Wien zugewanderten Schuhmachermeister Ludwig Reiter. Sie ist auch heute im Besitz der Familie Reiter und wird von dieser derzeit in der vierten Generation geführt.
Das Kerngeschäft ist die Schuherzeugung in rahmengenähter Machart (Goodyear welted). Des Weiteren werden Sportschuhe, Lederwaren und Accessoires erzeugt, die in eigenen Geschäften in Österreich, Deutschland und Schweiz, im Internet sowie bei diversen Handelspartnern in vielen Ländern vertrieben werden. 

## Geschichte

### Ludwig Reiter I.
1885 eröffnete der aus dem böhmischen Karlsbad zugewanderte Ludwig Reiter I. gemeinsam mit seiner Frau Anna in Wien „auf der Wieden“ eine Schuhmacherwerkstatt. Bereits 1887 belieferte er die k.u.k. Sicherheitswache mit Maßstiefeln und rahmengenähten Offiziersschuhen. Für die k.u.k. Armee wurden Stiefeletten zur Ausgehuniform und Reitstiefel gefertigt.

### Ludwig Reiter II.
Ludwig Reiter II., der Sohn des Firmengründers, lernte zunächst bei seinem Vater das Schuhmacherhandwerk. In jungen Jahren ging er auf Wanderschaft und arbeitete in Deutschland, England und Amerika. In den Vereinigten Staaten war er von 1902 bis 1908 in verschiedenen Schuhfabriken, u. a. in Boston, tätig. Dort lernte er das damals neue Goodyear-Verfahren kennen – die Technik, rahmengenähte Schuhe mithilfe einer patentierten Nähmaschine herzustellen.
Aufbauend auf die während seiner Wander- und Lehrjahre gemachten Erfahrungen in der industriellen Schuhproduktion wandelte Ludwig Reiter II. nach seiner Rückkehr nach Wien ab 1909 den Handwerksbetrieb seines Vaters schrittweise in eine kleine Schuhfabrik um und führte das mechanisierte Goodyear-Verfahren ein. Im gleichen Jahr übersiedelte das Unternehmen in die Kolschitzkygasse.
1919 wurde das noch heute bestehende Geschäftslokal in der Wiedner Hauptstraße in Wien eröffnet. Es wurden etwa 70 Mitarbeiter beschäftigt. 1937 wurde in Wiener Neustadt eine moderne Fabrik eingerichtet, die 1940 wegen der einsetzenden Kriegswirtschaft nach Wien in den 17. Bezirk übersiedelt wurde.

### Ludwig Reiter III.
1960 übernahm Ludwig Reiter III., ausgebildeter Ledertechniker, den Betrieb und baute ihn aus. In den 1960er-Jahren wurden nach und nach mehrere Geschäftsstellen in Wien eingerichtet. 1966 beschäftigte der Betrieb rund 130 Mitarbeiter. An der Technik des Rahmennähens wurde weiterhin festgehalten. 

### Ludwig Reiter 4. Generation
1985, hundert Jahre nach der Firmengründung, konnte Ludwig Reiter als einzige verbliebene Fabrik für rahmengenähte Schuhe in Mitteleuropa das wiedererwachende Interesse für klassische Schuhe erfolgreich nutzen und etablierte sich in den folgenden Jahren mit mehreren eigenen Verkaufsgeschäften in Österreich, Deutschland und der Schweiz sowie 2012 in Großbritannien. Darüber hinaus wurden Geschäftsverbindungen in Ländern wie Japan, Italien, den Vereinigten Staaten sowie Kooperationen mit Designern wie zum Beispiel Helmut Lang und Paul Smith gepflogen.
1992 erwarb Ludwig Reiter die Arbeitsschuhfabrik C. Kitzmantel in Vorchdorf (OÖ), übernahm von dort neue handwerkliche Fertigungstechniken und Fachwissen sowie neue Schuhtypen. Aus diesen Arbeits- und Winterstiefeln sowie Sportschuhen wurden etwa die heute sehr erfolgreichen Modelle „Maronibrater“ und „Trainer“ entwickelt.
2000 übernahm Ludwig Reiter das weltberühmte Koffer- und Taschengeschäft von Franz Schulz in Wien und erweiterte damit das Sortiment um Lederwaren und Koffer.
2008 erwarb Ludwig Reiter den Gutshof Schloss Süßenbrunn im Nordosten des Wiener Stadtgebietes. 2011 zogen Produktion und Büro nach gründlicher Restaurierung der Anlage nach Süßenbrunn im 22. Bezirk.
Das Unternehmen betreibt 13 eigene Verkaufsstellen in Österreich, Deutschland und der Schweiz und einen Webshop (Stand September 2019). Darüber hinaus führen etwa 200 Fachgeschäfte und Boutiquen in Österreich, Deutschland, der Schweiz, Italien, Niederlande, Spanien, Großbritannien, Japan und den Vereinigten Staaten sowie einige Webshops die Produkte der Manufaktur.

## Auszeichnung
- 2010 Vienna Fashion Award in der Kategorie Tribute to Fashion and Lifestyle